# Awake (Secondhand Serenade)
Awake is het eerste solo muziekalbum van Secondhand Serenade, en is volledig geschreven, opgenomen en geproduceerd door zanger John Vesely in 2005. Hij maakte hierbij enkel gebruik van zijn gitaar en zijn stem omdat hij zoals hij zelf zei niets anders kon betalen; alle nummers van Awake zijn dan ook volledig akoestisch. Het album werd gepromoot via de MySpace-pagina van Secondhand Serenade en kleine shows die John Vesely gaf. Hij verkocht de cd's zelf aan fans vanuit zijn huis. Toen hij succes begon te krijgen met de verkoop tekende hij bij Glassnote Records, een Amerikaans platenlabel.
Awake werd in 2007 opnieuw uitgebracht, maar nu met 2 extra nummers en een orkest dat de nummers ondersteunden, om het completer te maken.
Hiermee had Secondhand Serenade groot succes en een aantal nummers kwamen in de Amerikaanse hitlijsten.